# Stronti hexaboride
Stronti hexaborua là một hợp chất vô cơ có thành phần chính gồm có hai nguyên tố là stronti và bo, với công thức hóa học được quy định là SrB6. Ở nhiệt độ phòng, hợp chất này tồn tại dưới dạng thức là một loại bột tinh thể màu đen. Các bài kiểm tra mới đây cho thấy tinh thể màu sẫm đậm màu trắng, trong suốt này có khả năng làm xước thạch anh. Hợp chất này rất ổn định và có điểm nóng chảy cũng như mật độ cao. Mặc dù không xếp váo nhóm các hợp chất độc hại, nó là một chất gây kích ứng da, mắt, và đường hô hấp.

## Điều chế
Trong cuốn The Electric Furnace, Henri Moissan mô tả một phương thức tổng hợp đầu tiên với mục đích điều chế hợp chất stronti borua bằng cách thức là trộn stronti borat, nhôm và cacbon trong một lò điện. Ngoài ra, phương thức tổng hợp hợp chất dạng rắn stronti borua có thể được thực hiện bằng cách tạo phản ứng giữa hai mol stronti cacbonat với ba mol hợp kim bo carbide và một mol cacbon, tất cả đặt trong lò chân không.